# Original Prankster
«Original Prankster» es una canción de la banda californiana The Offspring. Fue su primer sencillo del álbum Conspiracy Of One y continuó con la línea mainstream del primer sencillo de su anterior trabajo, "Pretty Fly (for a White Guy)".
La banda organizó un concurso en directo desde MTV mediante el cual, la banda pretendía premiar con un millón de dólares a uno de los fanes que se descargasen el sencillo de la red. Las letras y el videoclip tratan sobre las travesuras de una persona que es ayudada por un experto bromista. Ese bromista es interpretado en el vídeo y en los coros de la canción por el rapero Redman.

## Listado de canciones

### Versión 1
| N.º | Título                         | Duración |  |
| 1.  | «Original Prankster»           | 3:40     |  |
| 2.  | «Come Out Swinging»            | 2:40     |  |
| 3.  | «Staring at the Sun (En vivo)» |          |  |

### Versión 2
| N.º | Título                         | Duración |  |
| 1.  | «Original Prankster»           | 3:40     |  |
| 2.  | «Dammit, I Changed Again»      | 2:40     |  |
| 3.  | «Come Out Swinging»            | 2:40     |  |
| 4.  | «Gone Away (En vivo)»          | 4:27     |  |
| 5.  | «Staring at the Sun (En vivo)» |          |  |

## Listas y certificaciones
| Listas                                   | Posición |
| ---------------------------------------- | -------- |
| Australian ARIA Singles Chart            | N.º 5    |
| Belgian (Valonia) Singles Chart          | N.º 40   |
| Canadian RPM Rock Report                 | N.º 5    |
| Dutch Singles Chart                      | N.º 44   |
| Finland Singles Chart                    | N.º 12   |
| French Singles Chart                     | N.º 34   |
| Italian Singles Chart                    | N.º 11   |
| New Zealand Singles Chart                | N.º 34   |
| Norwegian Singles Chart                  | N.º 7    |
| Polish Albums Chart                      | N.º 29   |
| Swedish Singles Chart                    | N.º 5    |
| Switzerland Singles Chart                | N.º 20   |
| UK Singles Chart                         | N.º 6    |
| EE. UU. Billboard Hot 100                | N.º 70   |
| EE. UU. Billboard Mainstream Rock Tracks | N.º 7    |
| EE. UU. Billboard Modern Rock Tracks     | N.º 2    |

| Listas (1997)            | Posición |
| ------------------------ | -------- |
| Australian Singles Chart | N.º 68   |

| País      | Certificación | Fecha | Ventas |
| --------- | ------------- | ----- | ------ |
| Australia | Platino       | 2001  | 70 000 |